# Liste der Senatoren der Vereinigten Staaten aus Alabama
Die Liste der Senatoren der Vereinigten Staaten aus Alabama führt alle Personen auf, die jemals für diesen Bundesstaat dem US-Senat angehörten, nach den Senatsklassen sortiert. Die Klasse zeigt, wann dieser Senator für eine Amtszeit von sechs Jahren gewählt bzw. wiedergewählt wird. Die regulären Senatswahlen der Klasse 2 fanden zuletzt im November 2020 statt, die Wahlen der Klasse 3 im Jahr 2022. Die nächsten regulären Wahlen finden entsprechend 2026 bzw. 2028 statt.
Alabama, seit dem 14. Dezember 1819 Teil der Union, stellte während des Sezessionskrieges und der Reconstruction keine Senatoren.

## Klasse 2

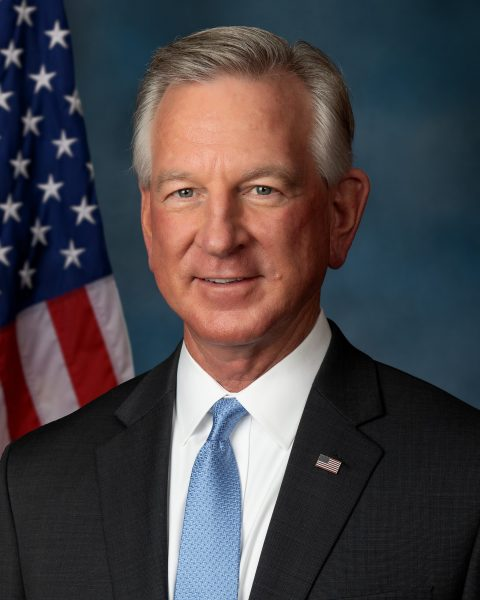
Tommy Tuberville

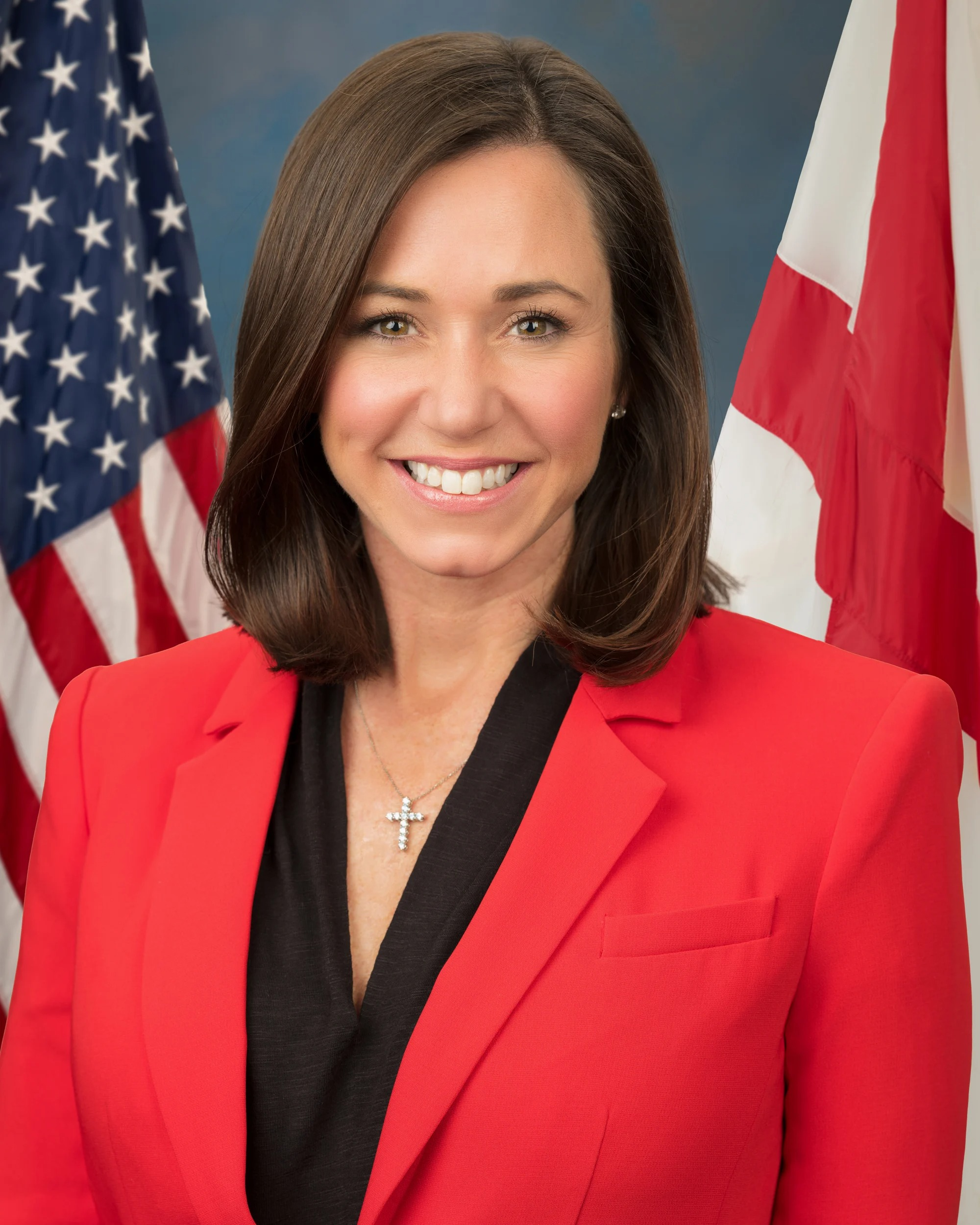
Katie Britt (2023)

Hier sind die 19 bislang amtierenden Senatoren der Klasse 2 von Alabama aufgelistet.
| Name                          | Amtszeit  | Partei                                 | Lebensdaten                            |
| ----------------------------- | --------- | -------------------------------------- | -------------------------------------- |
| William Rufus DeVane King     | 1819–1844 | Democratic Republican ab 1829 Demokrat | 7. April 1786 – 18. April 1853         |
| Dixon Hall Lewis              | 1844–1848 | Demokrat                               | 10. August 1802 – 25. Oktober 1848     |
| Benjamin Fitzpatrick          | 1848–1849 | Demokrat                               | 30. Juni 1802 – 21. November 1869      |
| Jeremiah Clemens              | 1849–1853 | Demokrat                               | 28. Dezember 1814 – 21. Mai 1865       |
| Clement Claiborne Clay        | 1853–1861 | Demokrat                               | 13. Dezember 1816 – 3. Januar 1882     |
| vakant                        |           |                                        |                                        |
| Willard Warner                | 1868–1871 | Republikaner                           | 4. September 1826 – 23. November 1906  |
| George Goldthwaite            | 1871–1877 | Demokrat                               | 10. Dezember 1809 – 16. März 1879      |
| John Tyler Morgan             | 1877–1907 | Demokrat                               | 20. Juni 1824 – 11. Juni 1907          |
| John Hollis Bankhead          | 1907–1920 | Demokrat                               | 13. September 1842 – 1. März 1920      |
| Braxton Bragg Comer           | 1920      | Demokrat                               | 7. November 1848 – 15. August 1927     |
| James Thomas Heflin           | 1920–1931 | Demokrat                               | 9. April 1869 – 22. April 1951         |
| John Hollis Bankhead II       | 1931–1946 | Demokrat                               | 8. Juli 1872 – 12. Juni 1946           |
| George Robinson Swift         | 1946      | Demokrat                               | 19. Dezember 1887 – 10. September 1972 |
| John Jackson Sparkman         | 1946–1979 | Demokrat                               | 20. Dezember 1899 – 16. November 1985  |
| Howell Thomas Heflin          | 1979–1997 | Demokrat                               | 19. Juni 1921 – 29. März 2005          |
| Jefferson Beauregard Sessions | 1997–2017 | Republikaner                           | * 24. Dezember 1946                    |
| Luther Johnson Strange III    | 2017–2018 | Republikaner                           | * 1. März 1953                         |
| Gordon Douglas Jones          | 2018–2021 | Demokrat                               | * 4. Mai 1954                          |
| Thomas Hawley Tuberville      | seit 2021 | Republikaner                           | * 18. September 1954                   |

## Klasse 3
Hier sind die 28 bis heute amtierenden Senatoren der Klasse 3 von Alabama aufgelistet.
| Name                       | Amtszeit  | Partei                | Lebensdaten                           |
| -------------------------- | --------- | --------------------- | ------------------------------------- |
| John Williams Walker       | 1819–1822 | Democratic Republican | 12. August 1783 – 23. April 1823      |
| William Kelly              | 1822–1825 | Democratic Republican | 22. September 1786 – 24. August 1834  |
| Henry H. Chambers          | 1825–1826 | Democratic Republican | 1. Oktober 1790 – 24. Januar 1826     |
| Israel Pickens             | 1826      | Democratic Republican | 30. Januar 1780 – 24. April 1827      |
| John McKinley              | 1826–1831 | Democratic Republican | 1. Mai 1780 – 19. Juli 1852           |
| Gabriel Moore              | 1831–1837 | Demokrat              | ca. 1785–1845                         |
| John McKinley              | 1837      | Demokrat              | 1. Mai 1780 – 19. Juli 1852           |
| Clement Comer Clay         | 1837–1841 | Demokrat              | 17. Dezember 1789 – 7. September 1866 |
| Arthur Pendleton Bagby     | 1841–1848 | Demokrat              | 1794–21. September 1858               |
| William Rufus DeVane King  | 1848–1852 | Demokrat              | 7. April 1786 – 18. April 1853        |
| Benjamin Fitzpatrick       | 1853–1861 | Demokrat              | 30. Juni 1802 – 21. November 1869     |
| vakant                     |           |                       |                                       |
| George Eliphaz Spencer     | 1868–1879 | Republikaner          | 1. November 1836 – 19. Februar 1893   |
| George Smith Houston       | 1879      | Demokrat              | 17. Januar 1811 – 31. Dezember 1879   |
| Luke Pryor                 | 1880      | Demokrat              | 5. Juli 1820 – 5. August 1900         |
| James Lawrence Pugh        | 1880–1897 | Demokrat              | 12. Dezember 1820 – 9. März 1907      |
| Edmund Winston Pettus      | 1897–1907 | Demokrat              | 6. Juli 1821 – 27. Juli 1907          |
| Joseph Forney Johnston     | 1907–1913 | Demokrat              | 23. März 1843 – 8. August 1913        |
| Francis Shelley White      | 1914–1915 | Demokrat              | 13. März 1847 – 1. August 1922        |
| Oscar Wilder Underwood     | 1915–1927 | Demokrat              | 6. Mai 1862 – 25. Januar 1929         |
| Hugo LaFayette Black       | 1927–1937 | Demokrat              | 27. Februar 1886 – 25. September 1971 |
| Dixie Bibb Graves          | 1937–1938 | Demokratin            | 26. Juli 1882 – 21. Januar 1965       |
| Joseph Lister Hill         | 1938–1969 | Demokrat              | 29. Dezember 1894 – 21. Dezember 1984 |
| James Browning Allen       | 1969–1978 | Demokrat              | 28. Dezember 1912 – 1. Juni 1978      |
| Maryon Pittman Allen       | 1978      | Demokratin            | 30. November 1925 – 23. Juli 2018     |
| Donald Wilbur Stewart      | 1978–1981 | Demokrat              | * 8. Februar 1940                     |
| Jeremiah Andrew Denton Jr. | 1981–1987 | Republikaner          | 15. Juli 1924 – 28. März 2014         |
| Richard Craig Shelby*      | 1987–2023 | Demokrat/Republikaner | * 6. Mai 1934                         |
| Katie Elizabeth Britt      | ab 2023   | Republikanerin        | * 2. Februar 1982                     |

- *) Richard Shelby zog zuerst als Demokrat in den Kongress ein, wechselte jedoch am 9. November 1994 in das politische Lager der Republikaner, nachdem diese die Stimmenmehrheit erlangt hatten.